# IC 2033
IC 2033 је спирална галаксија у сазвјежђу Златна риба која се налази на листи објеката дубоког неба у Индекс каталогу.
Деклинација објекта је - 53° 40' 52" а ректасцензија 4h 7m 14,5s. Привидна величина (магнитуда) објекта IC 2033 износи 14,1 а фотографска магнитуда 15,0. IC 2033 је још познат и под ознакама ESO 156-43, PGC 14491.